# Brzeźno (wieś w powiecie człuchowskim)
Brzeźno (kaszub. Brzézno, niem. Briesen) – wieś kaszubska w Polsce położona w województwie pomorskim, w powiecie człuchowskim, w gminie Człuchów przy trasie linii kolejowej Chojnice-Człuchów (stacja kolejowa "Brzeźno Człuchowskie").
Wieś królewska starostwa człuchowskiego w województwie pomorskim w drugiej połowie XVI wieku. W latach 1975–1998 miejscowość administracyjnie należała do województwa słupskiego.
W l. 1920–1939 we wsi znajdowała się ostatnia niemiecka stacja kolejowa przed granicą z Polską. 